# Малесія-е-Маді (округ)
Малесія-е-Маді (алб. Rrethi i Malësisë së Madhe, букв. «Округ Великої Малесії») — один з 36 округів Албанії на крайньому північному заході країни.
Округ займає територію 897 км² і входить в область Шкодер. Адміністративний центр — місто Коплік, що лежить у 20 км від Шкодера.
В основному населення міста сповідує католицизм.

## Географічне положення
Округ Малесія-е-Маді — найпівнічніший округ Албанії. Він розташований вздовж берега Скадарського озера і включає західну частину Північно-Албанських Альп (Проклетіє). На заході і півночі округ межує з Чорногорією.
Округ займає південно-східну і центральну частину історичної області Малесія, що тягнеться далі на захід до Чорногорії.
Округ починається від підніжжя гір на східному березі Скадарського озера. Потім проходить по невеликій рівнині Мбішкодра через Албанські Альпи на схід. На сході округу лежить важкодоступний карстовий масив Бьешкет-е-Немуна (Bjeshkët e Nemuna), що складається з п'яти вершин висотою понад 2500 м. Найвища вершина Північно-Албанських Альп, Езерца, знаходиться далі на схід, на кордоні областей Шкодер і Тропоя. Найвищою горою на території округу є гора Радохіна (Maja e Radohimës, 2569 м). Інші гори — Марлюля (2188 м) і Велечіку (1726 м).
Територією округу протікають річки: Прроні-і-Таті, Ррьолі, Цемі (назва верхньої частина річки Цієвна в Чорногорії) і верхів'я річки Лім.

## Адміністративний поділ
Територіально округ Малесія-е-Маді розділений на місто Коплік і 5 комун:
- Груеміра (Gruemirë)
- Кастрат (Kastrat)
- Кельменді (Kelmend)
- Центральний Коплік (Qendër Koplik) — навколо міста Коплік
- Шкрел (Shkrel).